# Charles F. Bolden, Jr.
Charles Frank Bolden, född 19 augusti 1946 i Columbia, South Carolina, är en amerikansk astronaut uttagen i astronautgrupp 9 den 19 maj 1980. Bolden har varit generalmajor i USA:s marinkår och han har flugit fyra rymdfärjeuppdrag. Han var myndighetschef för den amerikanska rymdmyndigheten NASA 2009 - 2017.. 

## Utförda rymdresor
- STS-61-C
- STS-31
- STS-45
- STS-60

## Biografi
Bolden avlade examen vid United States Naval Academy med klassen 1968. Han blev marinflygare och testpilot. Efter sin tjänst som astronaut blev han ställföreträdande befälhavare för sjökadetterna vid Naval Academy.
Den 23 maj 2009 tillkännagav president Barack Obama nomineringen av Bolden som administratör (chef) för Nasa och Lori Garver som biträdande Nasa-administratör. Båda bekräftades av senaten med enhälligt samtycke den 15 juli 2009. Bolden var den första afroamerikanen som ledde byrån på permanent basis.

### Utbildning
Bolden avlade examen från C. A. Johnson High School i Columbia, South Carolina, 1964. Han tog en kandidatexamen i elvetenskap från United States Naval Academy 1968, där han var samtida med framtida marinofficerare Oliver North, Jim Webb och Michael Hagee och framtida ordförande för USA:s försvarschef Michael Mullen och amiraler. Dennis C. Blair och Jay L. Johnson, och tog senare en Master of Science-examen i Systems Management från University of Southern California 1977. Han är medlem i Omega Psi Phi-broderskapet.

### Militär karriär
I gymnasiet avvisades Bolden för en utnämning till United States Naval Academy av South Carolinas kongressdelegation. Där fanns också dåvarande segregationisten senator Strom Thurmond. Bolden fick sin utnämning efter att personligen ha skrivit, som senior på gymnasiet, till president Lyndon B. Johnson. En rekryterare kom hem till honom några veckor senare, vilket så småningom ledde till att Bolden fick ett möte med USA:s representant William Dawson från Chicago, Illinois. Han fick senare anteckningar om lyckönskningar från Thurmond vid olika milstolpar i karriären. Bolden fick uppdraget som underlöjtnant i USA:s marinkår (USMC) efter examen från United States Naval Academy 1968. Han var bäst i sin klass. Han genomgick flygträning i Pensacola, Florida, Meridian, Mississippi och Kingsville, Texas, innan han utsågs till United States Naval Aviator i maj 1970.
Han flög mer än 100 gånger till Nord- och Sydvietnam, Laos och Kambodja i A-6A Intruder medan han tilldelades VMA(AW)-533 vid Royal Thai Air Base Nam Phong, Thailand, från juni 1972 till juni 1973. När han återvände till USA började Bolden en tvåårig turné för marinkårens officersurval och rekryteringsofficer i Los Angeles, Kalifornien, följt av tre år i olika uppdrag vid marinkårens flygstation El Toro, Kalifornien.
I juni 1979 avlade han examen från United States Naval Test Pilot School vid Naval Air Station Patuxent River, Maryland och tilldelades Naval Air Test Centers Systems Engineering and Strike Aircraft Test Directorates. Medan han var där, tjänstgjorde han som ammunitionstestpilot och flög många testprojekt i A-6E-, EA-6B- och A-7C/E-flygplanen. Han loggade mer än 6 000 timmars flygtid.

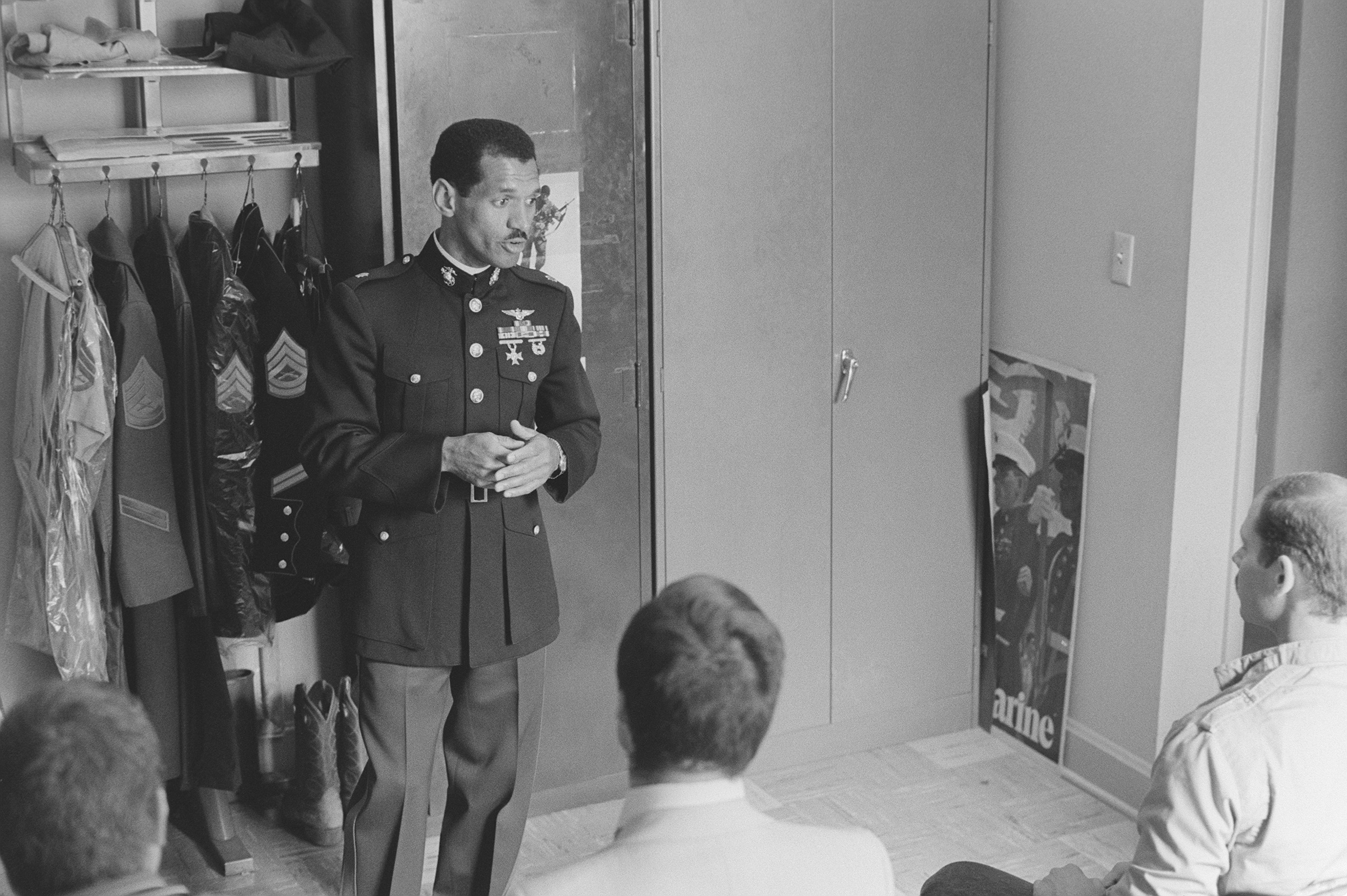
Bolden talar vid ett USMC-rekryteringsevenemang 1982.

Bolden valdes ut som astronautkandidat av Nasa 1980. Han var medlem i Nasas astronautkår fram till 1994 då han återvände till uppdrag i marinkåren, först som vice befälhavare för sjökadetterna vid Naval Academy, från och med 27 juni 1994. I juli 1997 tilldelades han som ställföreträdande befälhavande general för I Marine Expeditionary Force. Från februari till juni 1998 tjänstgjorde han som befälhavande general, I MEF (Forward) till stöd för Operation Desert Thunder i Kuwait. I juli 1998 befordrades han till sin sista rang som generalmajor och övertog sina uppgifter som ställföreträdande befälhavare, United States Forces Japan. Han tjänstgjorde sedan som befälhavande general, 3rd Marine Aircraft Wing, från 9 augusti 2000 till augusti 2002. Han pensionerade sig från militären i augusti 2004.

### Karriär inom Nasa
Bolden utsågs till Administrator, det vill säga myndighetschef, för den amerikanska rymdmyndigheten NASA av president Barack Obama, och innehade uppdraget från 17 juli 2009 till 20 januari 2017. I en Nasavideo publicerad 28 april 2010, med titeln "NASAs nya era av innovation och upptäckt", sa Bolden: "Vi kommer att förvandla science fiction till vetenskapliga fakta".
Bolden valdes ut av Nasa i maj 1980 och blev astronaut i augusti 1981. Han var en av flera astronauter som rekryterades av Nichelle Nichols som en del av en Nasa-satsning för att öka antalet minoritetsatronauter och kvinnliga astronauter. Hans tekniska uppdrag inkluderade: Astronaut Office Safety Officer; Teknisk assistent till chefen för flygbesättningsverksamheten; Specialassistent till direktören för Johnson Space Center; Astronautkontorsförbindelse till direktoraten för säkerhet, tillförlitlighet och kvalitetssäkring vid Marshall Space Flight Center (MSFC) och Kennedy Space Center (KSC); chef för säkerhetsavdelningen vid JSC; Lead Astronaut for Vehicle Test and Checkout vid Kennedy Space Center; och assisterande biträdande administratör, Nasas högkvarter.
Som veteran från fyra rymdfärder har han loggat över 680 timmar i rymden. Bolden tjänstgjorde som pilot på STS-61-C (12–18 januari 1986) och STS-31 (24–29 april 1990), och var uppdragsbefälhavare på STS-45 (24 mars – 2 april 1992), och STS-60 (3–11 februari 1994).
Bolden var den första personen som åkte på Launch Complex 39 slidewire-korgarna som möjliggör snabb flykt från en rymdfärja på uppskjutningsrampen. Behovet av ett mänskligt test fastställdes efter en startavbrott på STS-41-D, där flygledare var rädda för att beordra besättningen att använda det oprövade flyktsystemet.
Några år innan han utnämndes av president Barack Obama till administratör för NASA, provspelade Bolden, tillsammans med professionella skådespelare, för rollen som virtuell värd för NASA:s "Shuttle Launch Experience", en utbildningsattraktion vid Kennedy Space Center Visitor Complex på ön Merritt Island, Florida.

### Rymdfärder

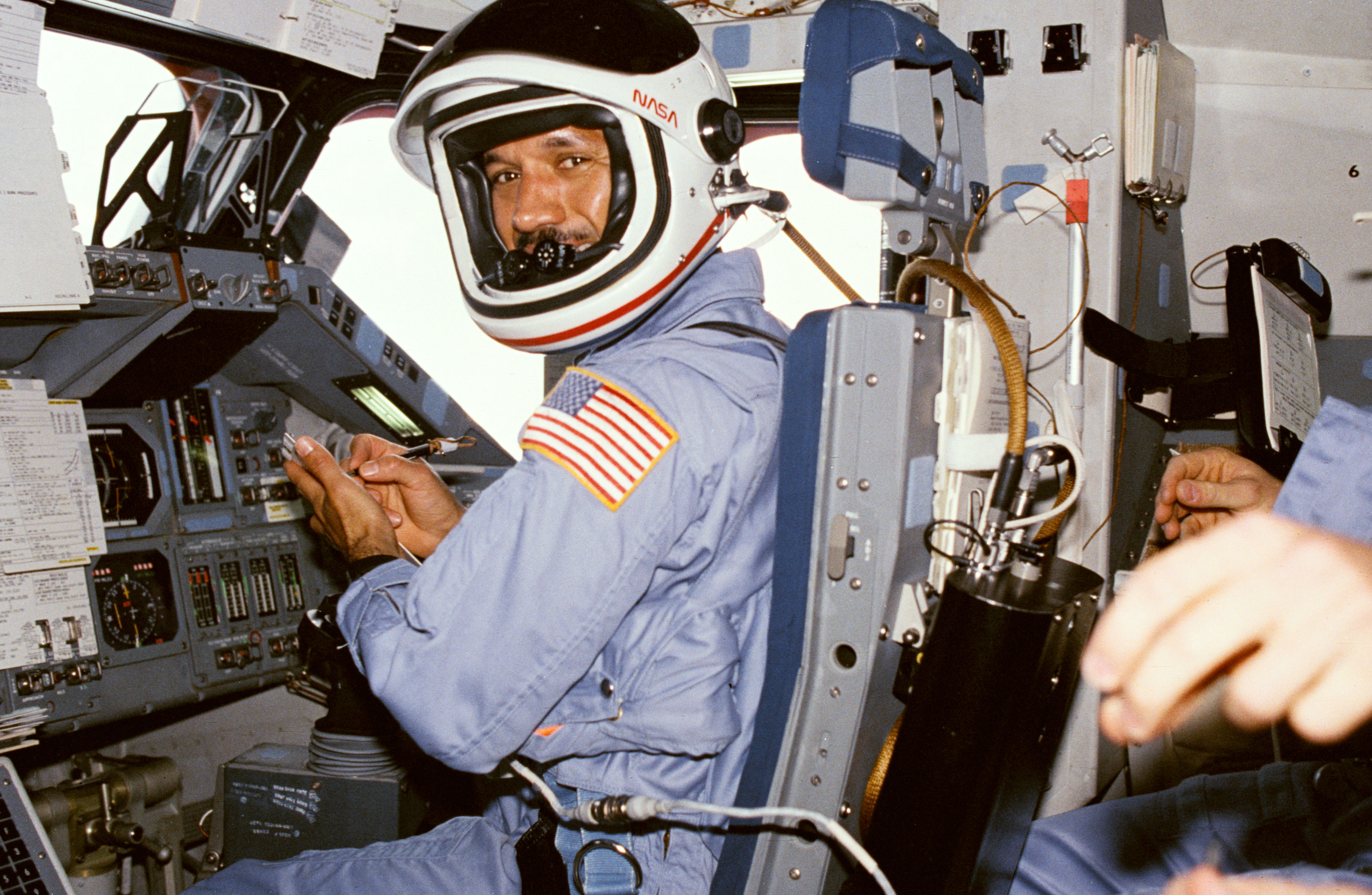
Bolden i cockpit i Columbia under STS-61-C

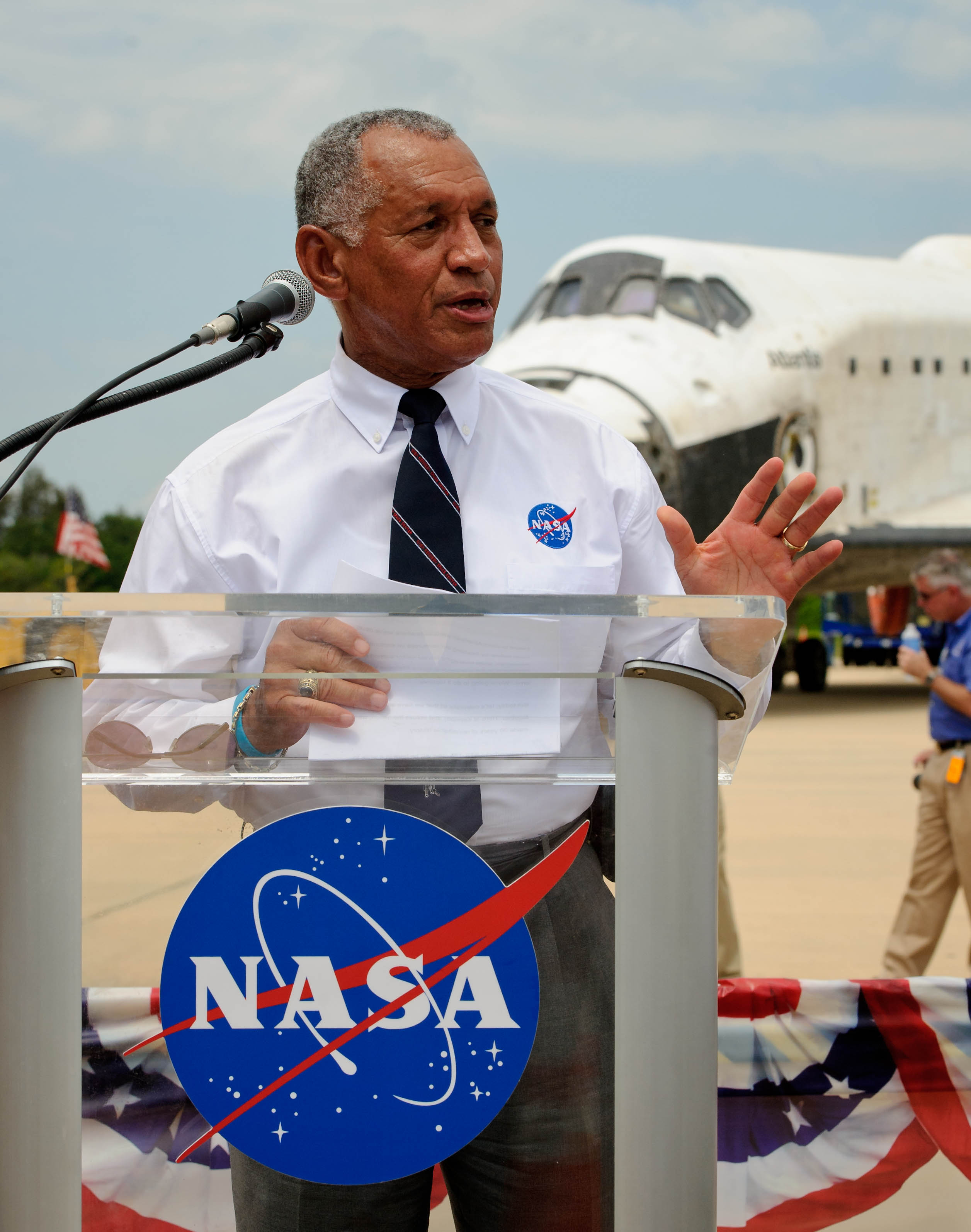
Bolden talar efter landning av rymdfärjans sista uppdrag, STS-135.

På STS-61-C lotsade Bolden rymdfärjan Columbia. Under den sex dagar långa flygningen satte besättningsmedlemmar ut satelliten SATCOM Ku-band och genomförde experiment i astrofysik och materialbearbetning. Uppdraget utfördes från Kennedy Space Center den 12 januari 1986, kretsade runt jorden 96 gånger och slutade med en framgångsrik nattlandning vid Edwards Air Force Base, Kalifornien den 18 januari 1986.
Bolden lotsade Space Shuttle Discovery under STS-31. Besättningen lanserades den 24 april 1990 från Kennedy Space Center, och besättningen tillbringade det fem dagar långa uppdraget med att distribuera Hubble Space Telescope och genomföra en mängd olika mittdäcksexperiment. De använde också en mängd kameror, inklusive både IMAX i kabin- och lastrumskameror, för jordobservationer från deras rekordhöjd på över 400 miles. Efter 75 omloppsbanor om jorden på 121 timmar, landade Discovery på Edwards Air Force Base den 29 april 1990.
På STS-45 befäl Bolden en besättning på sju ombord på Rymdfärjan Atlantis, som sköts upp den 24 mars 1992 från Kennedy Space Center. STS-45 var det första Spacelab-uppdraget tillägnad NASA:s "Mission to Planet Earth". Under det nio dagar långa uppdraget drev besättningen de tolv experimenten som utgjorde ATLAS-1 (Atmospheric Laboratory for Applications and Science) lasten. ATLAS-1 gjorde detaljerade mätningar av atmosfäriska kemiska och fysikaliska egenskaper. Dessutom var detta första gången en artificiell elektronstråle användes för att stimulera en norrskensurladdning. Efter 143 omloppsbanor runt jorden landade Atlantis vid Kennedy Space Center den 2 april 1992.
Bolden förde befäl över STS-60:s besättning på sex ombord på Discovery. Detta var det historiska första gemensamma amerikansk-ryska rymdfärjeuppdraget som involverade deltagande av en rysk kosmonaut, Sergej Krikaljov, som uppdragsspecialist. Flygningen startade den 3 februari 1994 från Kennedy Space Center och bar Space Habitation Module-2 och Wake Shield Facility. Besättningen genomförde en serie gemensamma amerikansk/ryska vetenskapsaktiviteter. Uppdraget uppnådde 130 banor runt jorden, och slutade med en landning den 11 februari 1994 vid Kennedy Space Center.

### Administratör för NASA
2009 utsåg president Obama Bolden till administratör för Nasa. 
I en video publicerad av Nasa den 28 april 2010, med titeln "NASAs nya era av innovation och upptäckt", sa Bolden: "Vi kommer att förvandla science fiction till vetenskapliga fakta".
Samma dag, vid en frågestund med anställda vid Johnson Space Center, jämförde Bolden Constellationprogrammet med en dödfödd kamelkalv som tagits från en kamels livmoder av amerikanska marinsoldater. Bolden sa: "Vi har några dödfödda kalvar runt omkring, och vi måste hitta sätt att hjälpa varandra att få dem tillbaka till livet".
I en intervju med Al Jazeera i juni 2010 sade Bolden att de tre främsta målen som han fick i uppdrag av president Obama var att hjälpa till att återinspirera barn att vilja intressera sig för naturvetenskap och matematik, att utöka NASA:s internationella relationer, och "kanske främst", "för att nå ut till den muslimska världen... för att hjälpa dem att må bra om deras historiska bidrag till vetenskap... och matematik och ingenjörskonst". Vita huset höll inte med Boldens uttalande, där pressekreteraren sade att Bolden förmodligen hade fel och "Det var inte hans uppgift, och inte heller Nasas uppgift".
Bolden sade att hans byrås långsiktiga ambition är att landa astronauter på Mars. Han har nämnt nedskärningar som en oro för stora Nasa-projekt.

Den 28 augusti 2012 var han den första människan som fick sin röst sänd på Mars yta. Även om strövaren inte har några högtalare, tog den emot överföringen av hans röst och skickade den sedan tillbaka till jorden.
2013 uppmärksammade han National Aerospace Week som administratör för Nasa.
Den 12 januari 2017 tillkännagav Bolden sin pensionering från Nasa under ett townhall-möte på NASA:s högkvarter i Washington D.C. Hans sista dag skulle vara den 19 januari och Robert M. Lightfoot Jr. tillkännagavs som tillförordnad Nasa-administratör.
Efter att ha lämnat Nasa har Bolden tjänstgjort i Förenade Arabemiratens Space Advisory Committee.
2020 valdes Bolden till medlem av National Academy of Engineering för ledarskap och utveckling av amerikanska rymd- och rymdfartsprogram och för att vitalisera grundläggande flygforskning.